# Philippe Coutinho
Philippe Coutinho Correia (Rio de Janeiro, 12 de junho de 1992) é um futebolista brasileiro que atua como meio-campista. Atualmente joga no Vasco da Gama.
Uma das grandes revelações do Vasco no século XXI, Philippe Coutinho foi contratado pela Internazionale em 2008, com apenas 16 anos, mas continuou no clube carioca e realizou sua estreia como profissional no ano de 2009. O meia seguiu para a Inter em 2010, após completar 18 anos, mas teve poucas chances e foi emprestado ao Espanyol.
Em janeiro de 2013 foi negociado com o Liverpool, onde viveu seu auge e tornou-se um dos melhores jogadores do futebol europeu. Em janeiro de 2018, Coutinho assinou com o Barcelona por 135 milhões de euros, sendo a quarta transferência mais cara da história do futebol. Emprestado ao Bayern de Munique na temporada 2019–20, o meia não foi titular absoluto na equipe, mas era constantemente utilizado e fez parte da conquista da tríplice coroa. Coutinho retornou ao futebol inglês em janeiro de 2022, inicialmente sendo emprestado ao Aston Villa. Após reencontrar o bom futebol na equipe, assinou em definitivo com os Lions.
Pela Seleção Brasileira, o jogador estreou em 2010 e disputou mais de 60 partidas. Convocado para três edições da Copa América, foi campeão da competição em 2019, sendo um dos principais destaques do título em solo brasileiro. Além disso, também representou a Amarelinha na Copa do Mundo de 2018.

## Carreira

### Vasco da Gama
Coutinho chegou às categorias de base do Vasco da Gama ainda na infância, onde destacava-se desde jovem. No dia 22 de julho de 2008, o clube confirmou sua venda para a Internazionale, da Itália, por apenas 3,8 milhões de euros, ainda antes dele tornar-se profissional. Por conta das regras da FIFA que não permitem transferências internacionais de atletas menores de dezoito anos, o jogador permaneceu na equipe carioca até julho de 2010.
Foi promovido ao time principal do Vasco da Gama no primeiro semestre de 2009. Estreou profissionalmente no dia 19 de junho, num empate por 0–0 contra o Duque de Caxias, em jogo válido pela Série B. Philippe Coutinho atuou em 12 jogos na sua primeira temporada como profissional, e ainda participou do retorno do Vasco para elite do futebol brasileiro com a conquista do título da Série B.
Marcou seus primeiros dois gols como profissional no dia 24 de janeiro de 2010, numa histórica goleada por 6–0 sobre o rival Botafogo, em jogo válido pelo Campeonato Carioca. Por conta das boas atuações, o jogador acabou sendo eleito o "Melhor Meio-Campo" do torneio. Em 27 de maio marcou seu primeiro gol no Brasileirão, na vitória por 3–2 sobre o Internacional.
Coutinho disputou sua última partida pelo Vasco da Gama no dia 6 de junho, contra o Santos. Despediu-se do Gigante da Colina com cinco gols marcados em 43 jogos. Futuramente, já consolidado como uma das principais figuras do futebol brasileiro, o jogador revelou publicamente que possuía um interesse de retornar ao seu clube formador um dia:
| “                                         | Clube que tenho um carinho enorme, uma gratidão enorme, vivi muitos anos nesse clube, espero um dia poder voltar. | ” |
| — Coutinho, sobre retorno ao time carioca | |   |

### Internazionale

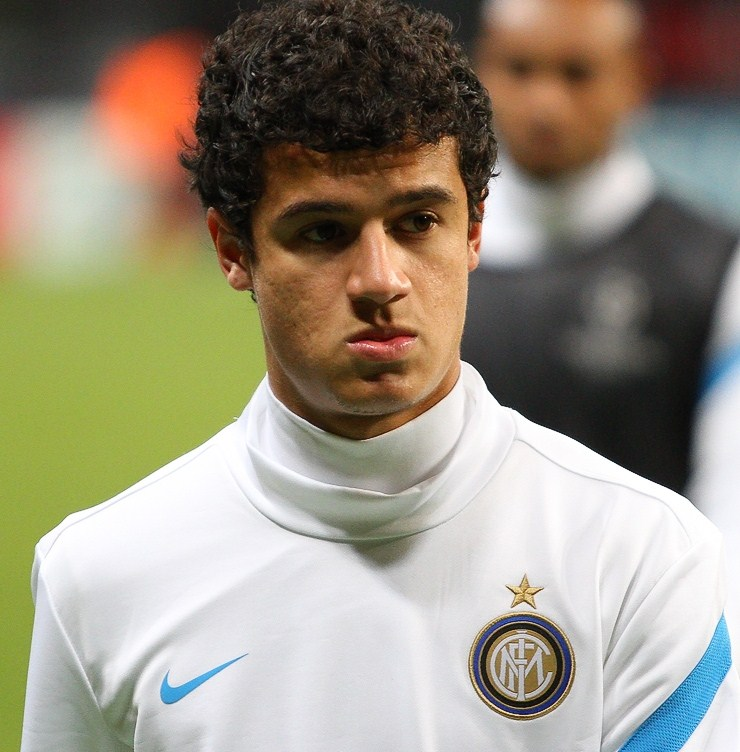
Philippe Coutinho pela Internazionale em 2011

Foi apresentado oficialmente pela Internazionale no dia 19 de julho de 2010, sendo integrado ao elenco principal da equipe para a temporada 2010–11. Estreou pela equipe no dia 31 de julho, num amistoso contra o Manchester City em que a Inter venceu por 3–0.
Em 27 de agosto, fez sua estreia oficial pela Internazionale ao entrar como substituto de Wesley Sneijder na final contra o Atlético de Madrid, pela Supercopa da UEFA. A Inter foi derrotada por 2–0 e acabou ficando com o vice da competição. Sua primeira assistência pela equipe saiu no dia 20 de outubro; o meia serviu Samuel Eto'o, que marcou o quarto gol da vitória por 4–3 sobre o Tottenham, válida pela Liga dos Campeões da UEFA.
No dia 19 de novembro, Coutinho sofreu uma lesão e abandonou o treino depois de sentir dores musculares.
Após recuperar-se, passou a atuar regularmente em partidas da Serie A sob o comando do treinador Rafa Benítez. Após a demissão deste e a chegada do brasileiro Leonardo, Philippe passou a ter ainda mais chances na equipe titular. Voltou a se destacar na partida de volta contra o Bayern de Munique, pelas oitavas de final da Liga dos Campeões da UEFA, onde os Nerazzurri reverteram a derrota por 1–0 no jogo de ida e avançaram às quartas com uma vitória por 3–2, pela regra do gol fora de casa. Em 8 de maio de 2011, marcou seu primeiro gol pela equipe, na vitória por 3–1 sobre a Fiorentina.

### Espanyol (empréstimo)
Em 30 de janeiro de 2012, foi anunciado o seu empréstimo ao Espanyol até o final da temporada. Realizou sua estreia pelo clube no dia 4 de fevereiro, em um empate por 3–3 contra o Athletic Bilbao. Coutinho marcou seus primeiros gols pelo time no dia 11 de março, na goleada por 5–1 sobre o Rayo Vallecano.
Oito dias depois, marcou um gol na vitória por 3–1 sobre o Racing de Santander no RCDE Stadium. Já no dia 25 de março, marcou um golaço de falta na derrota por 2–1 para o Málaga.
O meia demonstrou grande forma atuando pelos Blanquiblaus, destacando-se e ganhando o prêmio de revelação da La Liga.

### Retorno à Internazionale

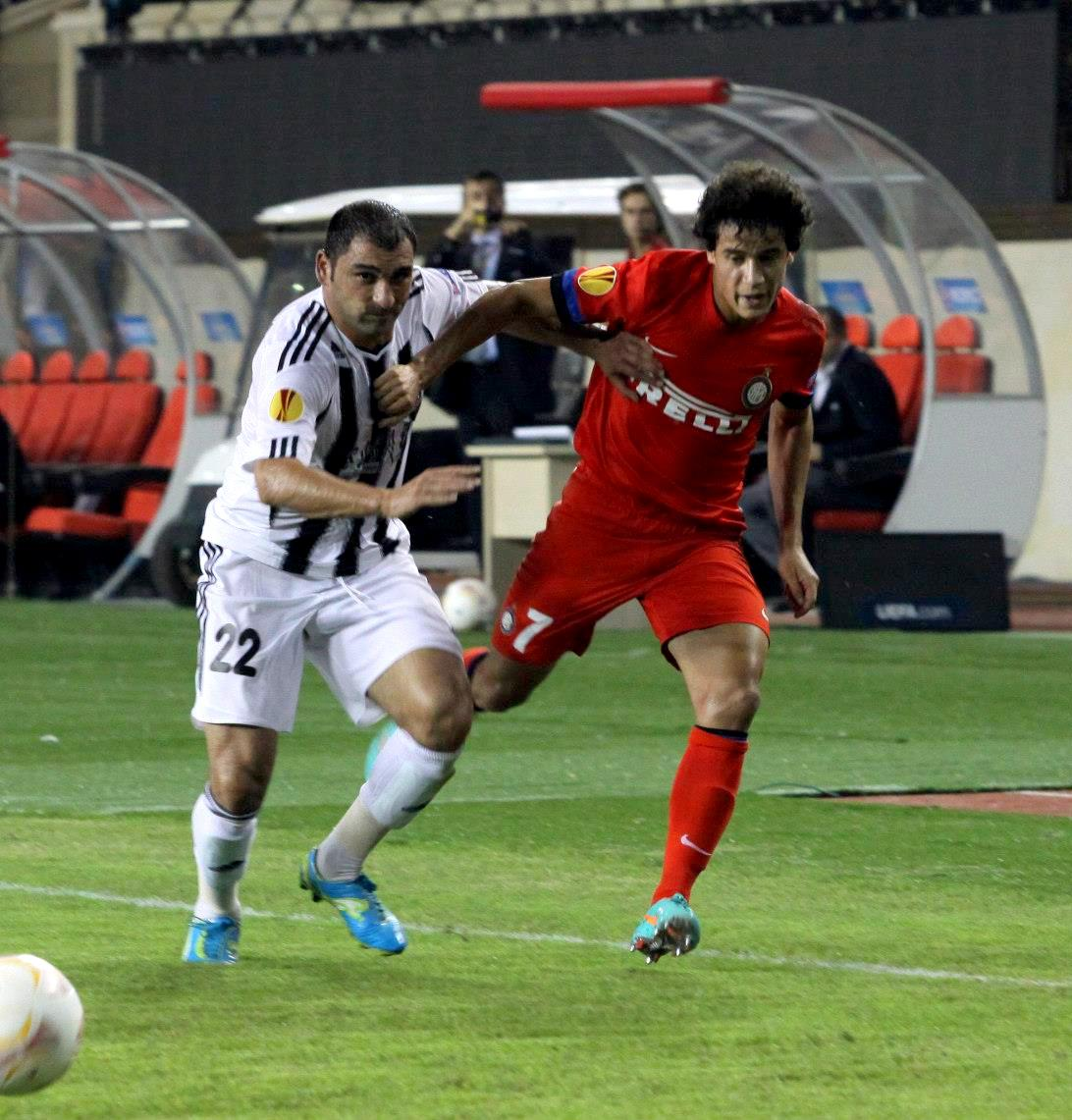
Coutinho em outubro de 2012, atuando pela Inter na Liga Europa

Com o fim do seu contrato de empréstimo no mesmo ano, retornou à equipe de Milão e recebeu a camisa 7, vaga desde a saída do atacante Giampaolo Pazzini. Em 2 de agosto de 2012, marcou seu primeiro gol em competições europeias; durante uma partida válida pela Liga Europa da UEFA, o brasileiro deixou o dele na vitória por 3–0 sobre o Hajduk Split.
Já no dia 26 de agosto, na estreia da Inter na Serie A, Coutinho marcou o último gol da vitória por 3–0 sobre o Pescara. Voltou a balançar as redes novamente no dia 4 de outubro, mais uma vez pela Liga Europa, quando marcou um golaço, o seu último pelo clube, na vitória por 3–1 sobre o modesto Neftçi Baku.
O brasileiro encerrou seu ciclo pelos Nerazzurri tendo disputado 47 jogos, além de ter marcado cinco gols e de ter dado mais quatro assistências.

### Liverpool

#### 2012–13
No dia 26 de janeiro de 2013, Philippe Coutinho teve sua venda acertada para o Liverpool por 8,5 milhões de libras, condicionada a aprovação em exames médicos e a obtenção de autorização para trabalhar em terras inglesas. O Southampton também havia demonstrado interesse em Coutinho, que havia sido treinado pelo então treinador do clube, Mauricio Pochettino, no Espanyol; no entanto, o brasileiro optou por acertar com os Reds. O Liverpool confirmou a contratação de Coutinho no dia 30 de janeiro, em um contrato longo após o sucesso de sua aplicação de trabalho junto ao governo inglês. O meio-campista recebeu a camisa 10, sem dono desde a saída de Joe Cole.

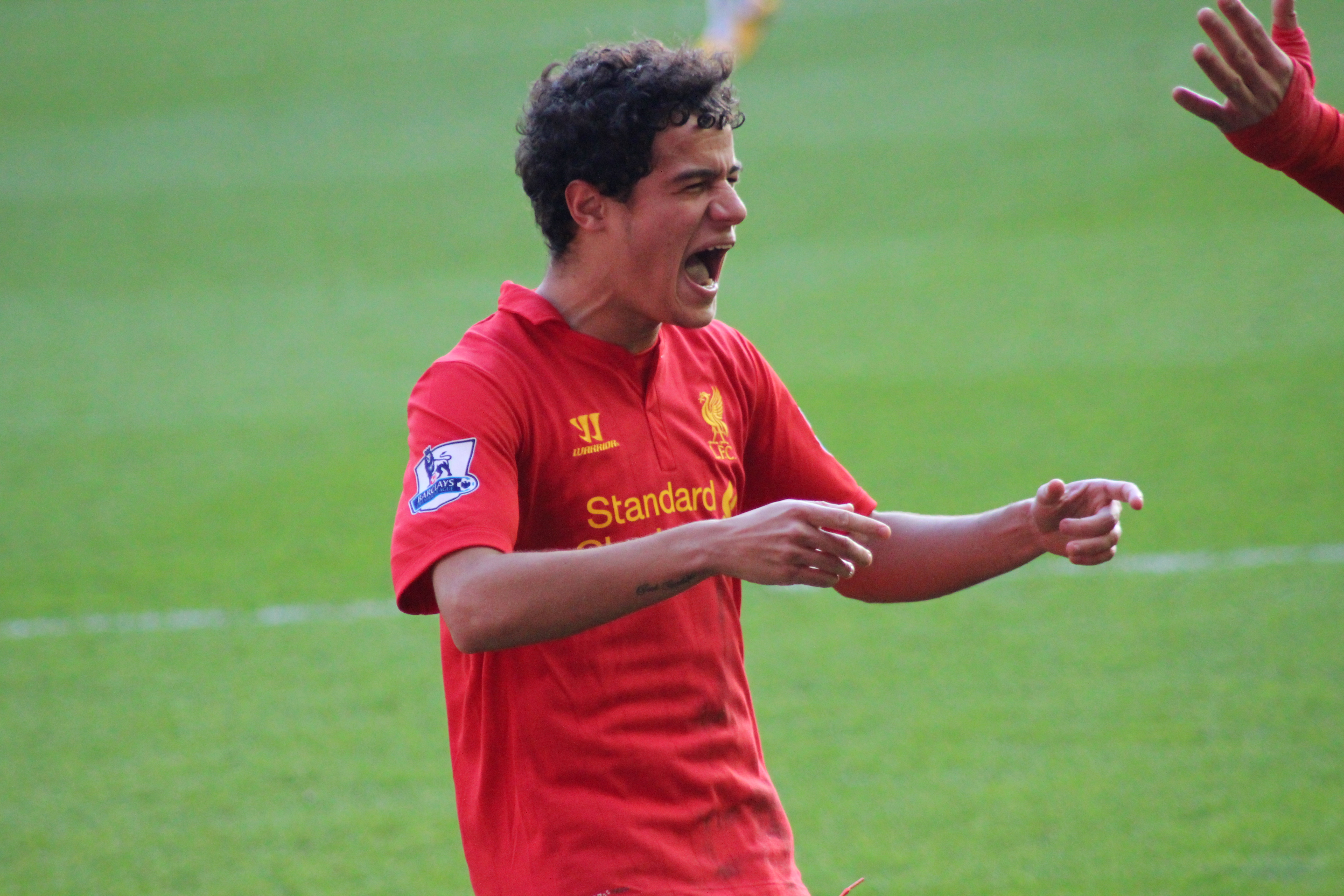
O brasileiro atuando pelo Liverpool em 2013

Em sua primeira temporada pela equipe de Liverpool, onde se envolveu diretamente em oito gols e disputou 13 jogos, Philippe Coutinho estreou pelo novo clube no dia 11 de fevereiro, substituindo Stewart Downing no minuto 78 de uma derrota por 2–0 diante do West Bromwich, no Anfield, válida pela 26ª rodada da Premier League.
No dia 17 de fevereiro, em sua segunda partida pelo Liverpool, marcou seu primeiro gol no massacre por 5–0 diante do Swansea. Após o jogo, Coutinho foi elogiado pelo treinador Brendan Rodgers. O atleta marcou seu segundo gol pelo Liverpool na derrota por 3–1 para o Southampton, no dia 16 de março, em partida válida novamente pela Premier League.
Ganhou o prêmio de "Melhor Jogador do Liverpool" de março, superando o uruguaio Luis Suárez, seu companheiro de clube e então vencedor do prêmio. Deu dois passes para gol na vitória sobre o Fulham por 3–1 em 12 de maio de 2013, passes para Daniel Sturridge que marcou um hat-trick. O atleta terminou sua primeira temporada pelo clube com três gols marcados e cinco assistências em 13 partidas.

#### 2013–14

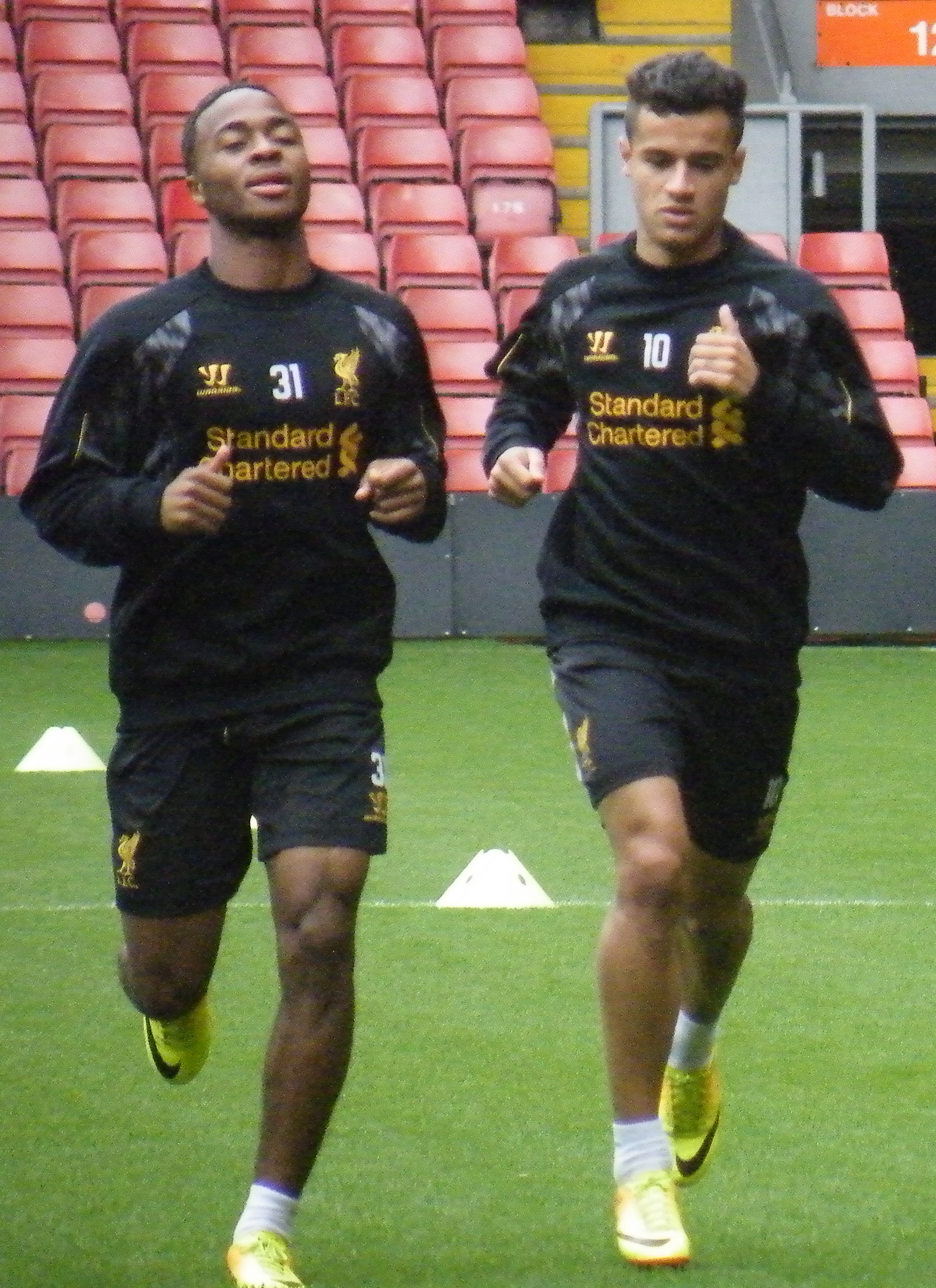
Raheem Sterling e Philippe Coutinho em 2013

Coutinho começou a temporada 2013–14 atuando no dia 17 de agosto de 2013, na vitória por 1–0 contra o Stoke City pela Premier League. Já no dia 16 de setembro, na partida contra o Swansea, sofreu uma lesão no ombro depois de um choque com o zagueiro Ashley Williams. Ele retornou da lesão no dia 2 de novembro, substituindo o lateral-esquerdo Aly Cissokho no segundo tempo da derrota por 2–0 para o Arsenal.
Em 23 de novembro, Coutinho marcou um gol no Merseyside derby no minuto 5, a partida terminou empatada em 3–3. o brasileiro serviu pela 2° vez na temporada através de um escanteio na vitória por 5–1 sobre o Norwich City em Anfield. Em 26 de dezembro, marcou o único gol dos Reds na derrota por 2–1 para o Manchester City no Etihad Stadium.
Em 30 de março de 2014, Coutinho marcou o terceiro gol na vitória por 4–0 sobre o Tottenham em Anfield. Em 13 de abril de 2014, marcou o gol da virada no minuto 78, na vitória por 3–2 sobre o Manchester City. O resultado colocou o Liverpool sete pontos à frente dos Citzens na liderança da Premier League, com quatro jogos até o fim da competição. No entanto, o clube adversário tinha seis jogos restantes e acabou ultrapassando os Reds na tabela de classificação, que acabaram ficando com o segundo lugar.
Em 37 jogos, o brasileiro contribuiu em 13 gols; foram cinco bolas na rede e mais oito assistências na temporada.

#### 2014–15
Em 17 de agosto de 2014, Coutinho começou no primeiro jogo do Liverpool na temporada 2014–15, uma vitória por 2–1 sobre o Southampton no Anfield. Marcou seu primeiro gol na temporada em 19 de outubro de 2014, no minuto 90 da vitória por 3–2 sobre o Queens Park Rangers. Deu uma assistência na vitória por 2–1 sobre o Swansea City, pela quarta rodada da Copa da Liga Inglesa, onde forneceu a bola para o zagueiro Dejan Lovren marcar o gol da vitória.
No dia 21 de dezembro, marcou o primeiro gol dos Reds no empate por 2–2 contra o Arsenal no Anfield. Deu duas assistências em 31 de janeiro de 2015, para Raheem Sterling e Daniel Sturridge, na vitória por 2–0 sobre o West Ham.

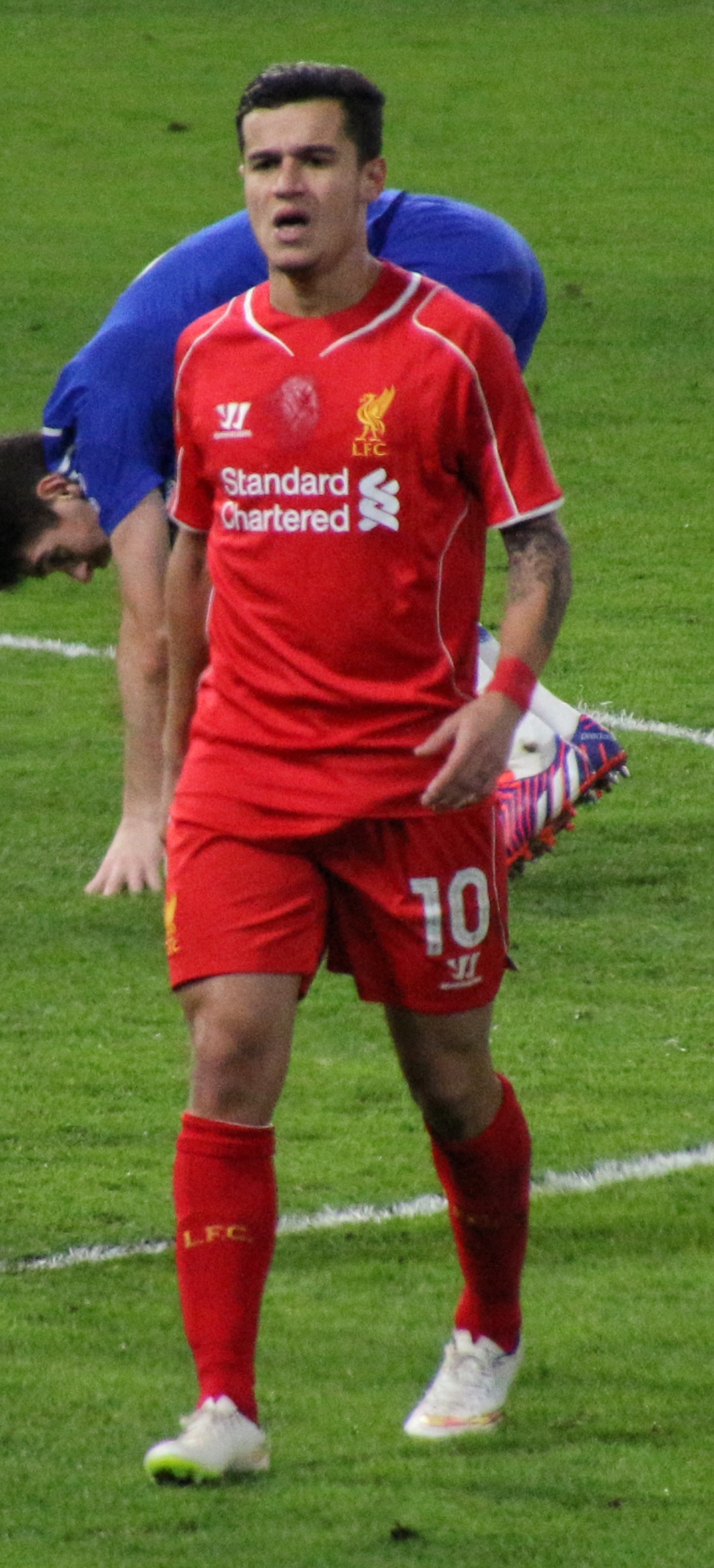
Coutinho pelo Liverpool em 2015

Já no dia 3 de fevereiro, Coutinho assinou um novo contrato com o Liverpool, com longa duração até 2020. Em 4 de fevereiro, apenas um dia depois de estender seu contrato, ele marcou um golaço no fim que deu a vitória por 2–1 contra o Bolton Wanderers pela quarta rodada da Copa da Inglaterra que classificou a equipe às oitavas de final da competição.
Em 22 de fevereiro, Coutinho abriu o placar mais uma vez ao acertar mais um lindo chute de longa distância no ângulo, dessa vez aos três minutos de jogo na vitória por 2–0 sobre o Southampton no St Mary's Stadium. No jogo seguinte contra o Manchester City, Coutinho marcou novamente um golaço, mais um para garantir uma vitória ao Liverpool. Ele ganhou o prêmio de Jogador do Mês PFA Fans' POTM de fevereiro.
No dia 8 de abril, Coutinho marcou o único gol da vitória por 1–0 sobre o Blackburn no Ewood Park, pelas oitavas da Copa da Inglaterra, levando o time às semifinais do torneio. Onze dias depois, ele marcou por mais uma vez o único gol dos Reds na Copa da Inglaterra, desta vez na derrota por 2–1 para o Aston Villa, pelas semifinais da competição. Em 26 de abril, Philippe foi o único jogador do Liverpool a ser nomeado para a Equipe do Ano PFA da Premier League.
Em 2 de maio, Philippe abriu o placar aos 19 minutos e aos 87 minutos deu uma assistência para o Steven Gerrard marcar de cabeça o segundo gol da vitória por 2–1 sobre o Queens Park Rangers. Dezessete dias depois, foi nomeado pela primeira vez o Jogador da Temporada do Liverpool. Coutinho terminou a temporada com oito gols e seis assistências em 52 partidas, sendo o principal destaque do time.

#### 2015–16
O brasileiro marcou mais um golaço no dia 9 de agosto de 2015, e garantiu o triunfo dos Reds aos 86 minutos por 1–0 sobre o Stoke City. Uma semana depois, quando o Liverpool venceu em casa contra o Bournemouth devido ao gol de Christian Benteke; a Premier League confirmou mais tarde que o gol foi irregular, pois Coutinho estava impedido quando foi marcado.
Em 29 de agosto de 2015, Coutinho foi expulso na derrota em casa por 3–0 para o West Ham, recebeu um cartão amarelo aos 45 minutos por desavença e aos 52 minutos recebeu outro cartão amarelo, após uma dura falta em Dimitri Payet, e concluiu sua expulsão. Já no dia 26 de setembro, deu duas assistências na vitória por 3–2 sobre o Aston Villa no Anfield.
Em 31 de outubro, o meia teve novamente uma atuação grandiosa onde marcou dois gols na vitória por 3–1 sobre o Chelsea no Stamford Bridge. Oito dias depois, marcou mais uma vez o único gol do Liverpool na derrota por 2–1 para o Crystal Palace. Em 21 de novembro, no Etihad Stadium, Coutinho foi destaque ao marcar mais um gol na temporada, aos 23 minutos do primeiro tempo, e dar uma assistência para Roberto Firmino na goleada por 4–1 sobre o Manchester City.
No dia 5 de janeiro de 2016, sofreu uma séria lesão no isquiotibito na vitória por 1–0 sobre o Stoke City no Britannia Stadium pelas semifinais da Copa da Liga Inglesa, que o retirou por cinco semanas. Em 9 de fevereiro de 2016, retornou da lesão com gol na derrota por 2–1 para o West Ham pela Copa da Inglaterra. Cinco dias depois, Coutinho deu por mais uma vez duas assistências na goleada por 6–0 sobre o Aston Villa pela 26ª rodada da Premier League.
Já no dia 28 de fevereiro, na final da Copa da Liga Inglesa, Philippe marcou o gol de empate aos 83 minutos para levar o Liverpool a decisão por pênaltis. Na disputa, Lucas Leiva, Coutinho e Adam Lallana falharam para os Reds que acabaram perdendo por 4–1, e ficando com vice-campeonato.
Em 17 de março, Coutinho marcou contra o Manchester United pela Liga Europa um dos gols mais bonitos e emblemáticos de sua carreira, o brasileiro driblou um defensor na ponta esquerda avançou em direção ao gol e encobriu o goleiro David de Gea, marcando um golaço, o primeiro gol do Liverpool no empate por 1–1 dentro do Old Trafford, conduzindo o time a uma vitória no placar agregado por 3–1 que os classificaram para as oitavas de final da competição. Três dias depois, Coutinho abriu o placar aos 17 minutos da derrota por 3–2 para o Southampton.
Em 2 de abril, Coutinho marcou pelo terceiro jogo seguido da equipe aos 51 minutos do empate por 1–1 contra o Tottenham. Em 14 de abril, foi um dos principais destaques na virada histórica do Liverpool por 4–3 sobre Borussia Dortmund, marcando um gol e dando uma assistência pelo jogo de volta das quartas de final da Liga Europa da UEFA. Seis dias depois, Coutinho marcou um gol no Merseyside derby aos 76 minutos da vitória por 4–0.
No dia 18 de maio, pela final da Liga Europa, o meia brasileiro teve novamente a chance de conquistar um título pelo time de Anfield; Coutinho chegou a dar uma assistência para Daniel Sturridge marcar o primeiro gol da final, mas o time tomou a virada, e acabou perdendo o jogo por 3–1, ficando mais uma vez com um vice-campeonato. O jogador encerrou sua quarta temporada pelo clube com 12 gols e sete assistências, sendo eleito pelo segundo ano consecutivo o Jogador da Temporada do Liverpool.

#### 2016–17
Em 14 de agosto de 2016, pela 1ª rodada da Premier League, Coutinho marcou duas vezes na vitória por 4–3 sobre o Arsenal.

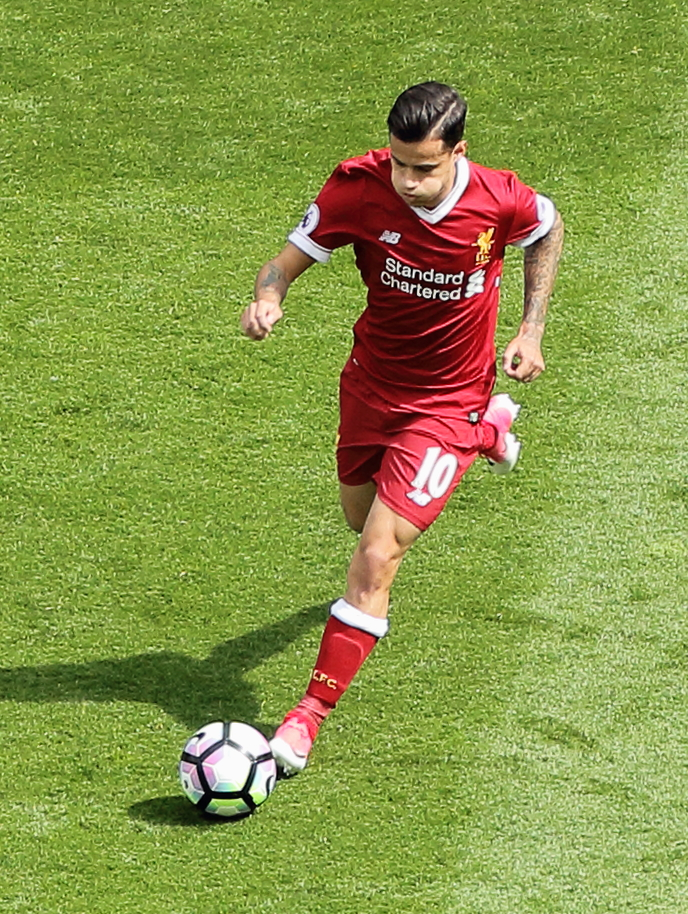
Coutinho em 2017

O jogador fizera cinco gols durante seus primeiros três meses de competição, contudo, na 13ª rodada, Coutinho teve seu desempenho interrompido por uma lesão em partida contra o Sunderland. Ao se recuperar, Philippe passou cinco jogos sem marcar até finalmente balançar as redes novamente em fevereiro de 2017, na derrota contra o Leicester City.
No dia 8 de abril, pela 32ª rodada, Coutinho tornou-se o brasileiro com maior número de gols na história da Premier League, depois de ter marcado na virada do Liverpool, por 2–1, sobre o Stoke City. O brasileiro camisa 10 dos Reds, entrou no segundo tempo para empatar a partida. Com o gol, superou Juninho Paulista e chegou ao seu 30º gol na Liga Inglesa. O ex-jogador teve passagem pelo Middlesbrough, no começo dos anos 2000, e fez 29.
Após bater o recorde de Juninho, Coutinho marcou mais quatro gols até o fim do campeonato e concluiu sua passagem pela Premier League com 13 gols, sendo o terceiro jogador sul-americano que mais fez gols naquela edição de Premier League, atrás somente de Sergio Agüero e Alexis Sánchez.
Apesar da eliminação precoce da Copa da Inglaterra, O meia ajudou sua equipe a ir longe na Copa da Liga Inglesa. Coutinho fizera um gol em sua estreia na competição, mas não conseguiu contribuir diretamente com mais tentos na competição. Os Reds foram eliminados pelo Southampton nas semifinais.

#### 2017–18

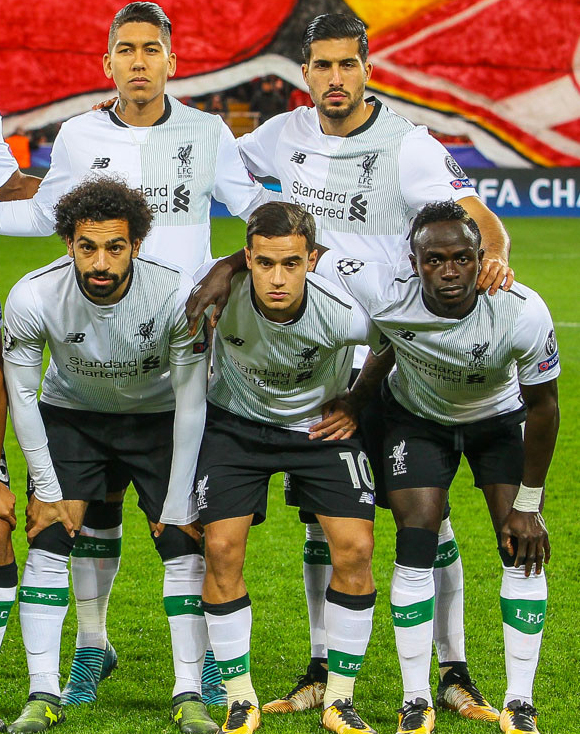
Coutinho fez um quarteto ofensivo naquela temporada com Salah, Firmino e Mané

Marcou o seu primeiro gol na Liga dos Campeões da UEFA no dia 26 de setembro de 2017, após receber passe de Sadio Mané e balançar as redes no empate por 1–1 contra o Spartak Moscou.
Voltou a se destacar na competição nas duas goleadas que o Liverpool aplicou por 7–0 sobre o Maribor e Spartak Moscou ambas pela fase de grupos da Liga dos Campeões da UEFA. Coutinho foi autor de um hat-trick na goleada sobre o Spartak, no Anfield, o seu único pelo Liverpool, e na partida contra o Maribor foi autor de um gol e duas assistências.
No Boxing Day do mesmo ano, completou 200 jogos com a camisa do Liverpool, marcando um golaço de fora da área, o seu último pelo clube, e dando uma assistência para Roberto Firmino na goleada por 5–0 sobre o Swansea, onde jogou os 90 minutos como capitão dos Reds.
Após cinco anos atuando pelo clube de Anfield, Coutinho acertou sua transferência para o Barcelona como o jogador mais caro da história do clube catalão.
No fim de 2017, pouco antes de acertar sua transferência rumo ao Barça, Coutinho ocupou a 29ª colocação no prêmio Ballon d'Or, dividindo sua posição com Dries Mertens. O jogador foi o terceiro brasileiro mais bem colocado da lista, estando somente atrás de Marcelo (16º) e Neymar (3º).
Sobre sua saída, houve insistência do treinador Jürgen Klopp para segurar o Pequeno Mágico no time vermelho. Em conversa privada, o alemão havia dito que havia a possibilidade de construírem uma estátua em homenagem ao jogador:
| “                            | Fique aqui e eles acabarão construindo uma estátua em sua homenagem. Vá para outro lugar, para o Barcelona, para o Bayern de Munique, para o Real Madrid, e você será apenas mais um jogador. Aqui você pode ser algo mais. | ” |
| — Jürgen Klopp para Coutinho | |   |

No entanto, o brasileiro optou por seguir a negociação e revelou, futuramente, não ter arrependimentos de sua escolha:
| “                                        | Nada. Eu não mudaria nada. Voltar atrás é impossível, mas como disse não me arrependo de nada. Sempre dei o meu melhor nos treinos como faço aqui e como fiz no ano passado e como farei no próximo ano. Se as coisas se encaixarem bem, ótimo e se não, paciência. | ” |
| — Coutinho, sobre ter saído do Liverpool | |   |

Pelo clube inglês, o meia disputou 201 partidas, marcou 54 gols e deu 43 assistências, além de ter saído como o brasileiro que mais marcou gols na história da Premier League e sendo eleito por duas vezes consecutivas o Jogador da Temporada do Liverpool.

### Barcelona
Em 6 de janeiro de 2018, o Liverpool emitiu um comunicado oficial anunciando a saída de Coutinho para o Barcelona, que logo após confirmou a contratação do brasileiro. O jogador assinou contrato por cinco anos e meio, com uma cláusula de rescisão de 400 milhões de euros. Os valores da transação não foram divulgados pelo clube catalão, mas foram especulados em torno de 130 milhões de euros fixos e outros 33 milhões em variáveis, transformando-o no segundo atleta mais caro de todos os tempos. No dia de sua apresentação, o Barcelona informou que Coutinho se apresentou com uma lesão muscular na coxa.
No dia 24 de janeiro, foi anunciado que o brasileiro usaria a camisa de número 14, imortalizada por Johan Cruijff e também utilizada por outros ídolos do clube, como Thierry Henry e Javier Mascherano.
Após algumas semanas se recuperando da lesão, fez sua estreia em 25 de janeiro, entrando no decorrer da partida contra o Espanyol, válida pela Copa do Rei. Marcou seu primeiro gol pelo Barcelona no dia 8 de fevereiro, na partida de volta da semifinal da Copa do Rei contra o Valencia, obtendo papel decisivo na classificação para final. Na ocasião, Coutinho entrou no segundo tempo e completou cruzamento na segunda trave de Luis Suárez, abrindo o placar na vitória por 2–0.
O brasileiro marcou seu primeiro gol no Camp Nou no dia 24 de fevereiro, em um chute de fora da área. Além de deixar sua marca, o meia ainda deu uma assistência para Suárez na goleada por 6–1 sobre o Girona.
Philippe Coutinho foi um dos protagonistas no título da Copa do Rei em abril, onde marcou um dos gols na final e forneceu uma assistência para Suárez abrir o placar na goleada por 5–0 contra o Sevilla. O jogador marcou seu primeiro hat-trick com a camisa catalã no dia 13 de maio, mas não conseguiu impedir a derrota por 5–4 contra o Levante, válida pela 37ª rodada do Campeonato Espanhol.
Encerrou sua primeira temporada pelo clube espanhol com dez gols e seis assistências em 22 jogos, com os títulos da La Liga e da Copa do Rei, além de ter sido o terceiro maior goleador do time na temporada, atrás apenas de Suárez e Lionel Messi. Em 9 de agosto de 2018, o clube catalão anunciou que mudaria algumas numerações e que Coutinho mudaria da 14 para a 7.

#### 2018–19

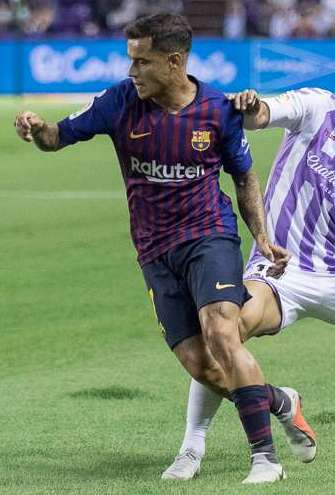
Coutinho pelo Barcelona em 2018

Coutinho marcou seu primeiro gol na temporada no dia 18 de agosto, na vitória por 3–0 sobre o Alavés, válida pela primeira rodada da La Liga.
Marcou seu primeiro gol na Liga dos Campeões da UEFA pelo Barça no dia 3 de outubro, numa goleada por 4–2 contra o Tottenham, em Wembley. O meia abriu o placar do jogo e ainda deu uma assistência para o croata Ivan Rakitić. Já no dia 28 de outubro, Philippe entrou na lista de brasileiros que marcaram no El Clásico; o meia abriu o placar na goleada diante do Real Madrid por 5–1 no Camp Nou. Ao deixar sua marca, Coutinho juntou-se a Neymar, Romário, Ronaldo, seu ídolo Ronaldinho Gaúcho e tantos outros craques brasileiros.
No dia 6 de novembro, dessa vez pela Liga dos Campeões, Coutinho serviu Malcom para abrir o placar no empate diante da Internazionale, pela 4ª rodada da competição.
Em janeiro de 2019, pela Copa do Rei, marcou diante do Levante, mas não conseguiu evitar a derrota por 2–1. Já na partida seguinte, válida pelo Campeonato Espanhol, deu uma assistência para Suárez abrir o placar na vitória por 3–0 contra o Eibar. Após críticas sobre seu rendimento, voltou a ser um dos principais destaques na vitória por 6–1 no jogo de volta da Copa do Rei, diante do Sevilla. No dia 13 de março, marcou o segundo gol da goleada por 5–1 contra o Lyon, válida pela Liga dos Campeões. O brasileiro voltou a marcar pela La Liga no dia 2 de abril, no emocionante empate por 4–4 diante do Villarreal.
Com duras críticas apesar dos 11 gols e cinco assistências em 53 jogos na temporada 2018–19, Philippe encerrou um curto ciclo de um ano e meio em Barcelona, transferindo-se por empréstimo ao Bayern de Munique. No total pelo clube espanhol, atuou em 75 partidas e marcou 21 gols.

### Bayern de Munique
Em 19 de agosto de 2019, assinou por empréstimo de uma temporada com o Bayern de Munique, que teria uma opção de compra ao final da temporada. Coutinho herdou a camisa 10 de Arjen Robben, um dos maiores ídolos do clube. E estreou pela equipe bávara no dia 24 de agosto, contra o Schalke 04, em jogo válido pela Bundesliga.
Seu primeiro gol pelo Bayern München saiu contra o Colônia. A partida terminou 4–0 e Coutinho ainda teve participação em outros dois gols na partida. No jogo seguinte, pela sexta rodada da Bundesliga, Philippe marcou mais uma vez e ainda deu assistência na vitória por 3–2 diante do Paderborn. Em jogo válido pela 15ª rodada da Bundesliga, o brasileiro fez uma das melhores jogos da sua carreira: Coutinho marcou três gols e deu duas assistências na goleada por 6–1 diante do Werder Bremen, sendo este o seu primeiro hat-trick com a camisa do Bayern, o seu 4º como profissional.
Apesar da lesão na parte final da temporada, que também o tirou da semifinal da Copa da Alemanha, o jogador conseguiu estar presente nos últimos jogos daquela temporada vencedora do Bayern na Alemanha. Além da Bundesliga, o brasileiro levantou o troféu da Copa ao ver sua equipe derrotar o Bayer Leverkusen por 4–2.
Coutinho deu uma assistência no massacre alemão por 7–2 diante do Tottenham, em partida válida pela segunda rodada da fase de grupos da Liga dos Campeões da UEFA. Na penúltima rodada da fase de grupos, deu uma assistência na goleada por 6–0 diante do Estrela Vermelha. Seu primeiro gol na Champions saiu na última rodada da fase de grupos, no duelo contra o Tottenham; Coutinho marcou o primeiro gol do jogo em um chute colocado, na vitória por 3–1.
Na continuação da competição, Coutinho participou em gols pela última vez nas quartas de final contra o seu ex-clube, o Barcelona. Na ocasião, o brasileiro fizera dois gols e uma assistência na surpreendente goleada por 8–2 contra os catalães. Apesar do doblete, o brasileiro não comemorou nenhum dos gols em respeito a equipe. Ao final da competição, a equipe alemã conseguiu se sagrar campeã após derrotarem o PSG na final.

### Retorno ao Barcelona

#### 2020–21

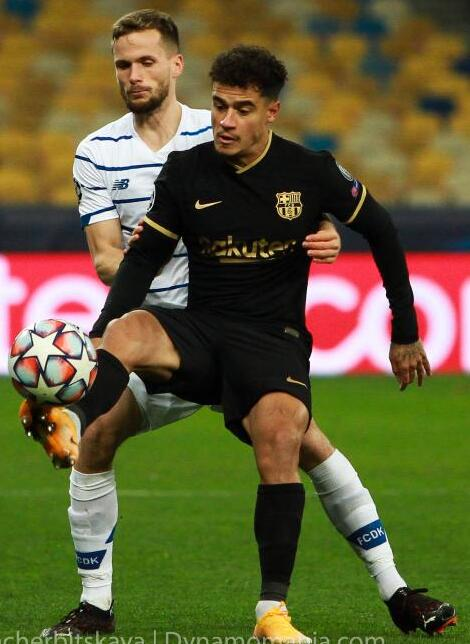
Coutinho atuando pelo Barcelona em novembro de 2020

Após a equipe alemã não exercer sua opção de compra, o jogador retornou à Espanha para fazer parte do elenco Culé durante a nova temporada do time.
Em seus cinco primeiros jogos, Coutinho demonstrou um bom futebol, pois participou de três gols, sendo duas assistências para o jovem Ansu Fati, além de marcar um gol no empate por 1–1 contra o Sevilla. Todavia, apesar do início "com mais confiança" do brasileiro, o jogador teve de enfrentar mais uma lesão na carreira. Em outubro de 2020, dois dias antes de enfrentar a Juventus pela Liga dos Campeões, o Barcelona comunicou que Philippe havia lesionado o bíceps femoral da perna esquerda.
Retornando de lesão após perder quatro jogos, o brasileiro marcou um gol em sua segunda partida após o retorno. Contudo, esse foi o último gol de Coutinho naquela temporada, pois, lesionou-se no joelho e precisou passar por uma cirurgia. Ele não retornou mais para jogos daquela temporada e se tratou no Brasil a partir de março de 2021.
Ao final daquela temporada, Coutinho conseguiu ser campeão da Copa do Rei, ainda que estivesse lesionado. A equipe, no entanto, não conquistou mais títulos. Philippe terminou sua temporada com apenas três gols marcados, sendo um deles na Liga dos Campeões e os demais na La Liga.

#### 2021–22
Recuperado de lesão, Coutinho teve de fazer quatro jogos até conseguir marcar um gol novamente. Foi seu primeiro gol após quase um ano sem balançar as redes.
O resto da temporada também foi dramática para Coutinho, já que seu segundo, e último gol, no Barcelona só veio acontecer 40 dias depois. Pela La Liga, o brasileiro estufou as redes em uma cobrança de pênalti nos acréscimos da partida contra o Villarreal que terminou 3–1 para o clube catalão. Em sua reta final de passagem pelo Barcelona, o jogador se ausentou das partidas de janeiro de 2022 para cumprir quarentena por ter contraído a COVID-19.
Ao todo, sua passagem pelo clube catalão foi de 106 partidas e 26 gols marcados.

### Aston Villa
Sem espaço no Barcelona, teve o seu empréstimo ao Aston Villa anunciado no dia 7 de janeiro de 2022. Dias antes Coutinho havia sido elogiado por Steven Gerrard, treinador do clube e seu antigo companheiro de Liverpool. Foi apresentado oficialmente pelo Aston Villa no dia 11 de janeiro, recebendo a camisa de número 23.
Estreou pela equipe no dia 15 de janeiro, contra o Manchester United, em jogo válido pela Premier League. O brasileiro começou no banco de reservas e entrou aos 23 minutos do segundo tempo. Mesmo com poucos minutos em campo, participou da jogada do primeiro gol e ainda marcou o segundo no empate em 2–2. Teve grande atuação no dia 9 de fevereiro, pela Premier League, ao marcar um gol e dar duas assistências no empate em 3–3 com o Leeds United.
A passagem pela Inglaterra ainda o reservaria mais bons momentos, como quando contribuiu diretamente para dois gols na goleada de sua equipe diante o Southampton pela 28ª rodada. Nessa partida, Coutinho deu uma assistência para Douglas Luiz ampliar o placar para 2–0, menos de 10 minutos depois, o próprio ampliou para 3–0 com assistência de Danny Ings — com quem já havia dividido vestiário nos tempos de Liverpool.
No último jogo daquela temporada de Premier League, Coutinho foi responsável por ampliar o placar em 2–0 contra o Manchester City, o que, naquele momento, estava dando o título inédito da competição para sua ex-equipe, o Liverpool. Contudo, o time de Josep Guardiola conseguiu recuperar-se no placar pouco tempo depois da saída de Philippe no segundo tempo. A partida terminou 3–2 para a equipe azul de Manchester e eles se sagraram campeões novamente.
Em 19 partidas, o brasileiro balançou as redes cinco vezes e trouxe o interesse do Villa de o contratar.

#### 2022–23
No dia 12 de maio de 2022, teve a sua compra em definitivo anunciada pelo Aston Villa, pelo valor de 20 milhões de euros. Estreou oficialmente na temporada 2022–23 no dia 6 de agosto, na derrota por 2–0 contra o Bournemouth, fora de casa, em jogo válido pela Premier League. Marcou seu primeiro gol em 2023 no dia 18 de fevereiro, mas não conseguiu impedir a derrota para o Arsenal por 4–2, em partida válida pela Premier League.
Coutinho sofreu com lesões durante dois momentos da temporada e acabou terminando a temporada em baixa na Premier League, com atuações discretas. O meia brasileiro foi pouco aproveitado e marcou apenas um gol em 22 jogos disputados.

#### 2023–24
Em seus últimos jogos pela equipe comandada por Unai Emery, Coutinho foi reserva tendo entrado em campo por, somados, menos de 45 minutos. O atleta sofreu com uma lesão após sua segunda partida com o clube, no mesmo momento em que atraiu o interesse de equipes do mundo árabe.

### Al-Duhail (empréstimo)
Teve a sua contratação oficializada pelo Al-Duhail no dia 8 de setembro de 2023. Como estava sem espaço no Aston Villa, Coutinho foi emprestado ao clube catari até o fim da temporada 2023–24. O meia realizou sua estreia pela equipe no dia 28 de setembro, na vitória por 2–1 contra o Al-Markhiya, marcando também seu primeiro gol pelo clube em uma cobrança de falta.
Philippe Coutinho passou por alguns bons momentos em sua passagem pelo Catar. O principal deles ocorreu na Liga dos Campeões da AFC, quando marcou dois gols diante do Al-Nassr de Cristiano Ronaldo. Apesar disso, viu a equipe do craque português derrotá-los por 3–2. Posteriormente Coutinho lesionou-se e deixou de participar dos dois jogos finais do clube na fase de grupos. Apesar de conseguir duas vitórias, as únicas, o time não pontuou o suficiente para garantir-se na segunda fase.
Pelo Campeonato Catari, Coutinho balançou as redes três vezes, ajudando em uma campanha muito morna do time que havia sido campeão nacional na temporada anterior. A equipe alcançou a sexta colocação, enquanto o jogador participou diretamente de cinco gols ao todo naquela Liga (sendo três tentos e duas assistências).
Em janeiro de 2024, enquanto Philippe Coutinho atuava com o clube do Catar, o jornal As, da Espanha, noticiou que o Aston Villa não teria intenção de reaproveitar o jogador quando o mesmo retornasse. Desse modo, ainda que seu contrato só fosse encerrar em 2026, clubes brasileiros demonstraram interesse na contratação do meio-campista. Inicialmente o Cruzeiro fez uma consulta por Coutinho, e logo na sequência o Vasco da Gama buscou repatriar o seu antigo atleta.
A última partida do camisa 9 com o clube foi na semifinal da Copa do Emir, em maio. O meia já havia marcado um gol no jogo anterior, dando a classificação para o time. No entanto, quando enfrentaram o Al-Sadd, viram o time adversário triunfar por 1–0. O jogo podia ter tido um desfecho diferente, mas Coutinho desperdiçou uma cobrança de pênalti enquanto o placar estava 0–0. Essa foi a última vez que o brasileiro entrou em campo, já que não haviam mais partidas a serem disputadas. O jogador concluiu sua passagem no Catar com 22 jogos, oito gols e três assistências.

### Retorno ao Vasco da Gama

#### 2024
Após semanas de negociações, Philippe Coutinho foi anunciado oficialmente pelo Vasco no dia 10 de julho de 2024, chegando por empréstimo do Aston Villa até julho de 2025. Seu anúncio aconteceu às 11h11min, referenciando o número da camisa que o jogador usaria em seu retorno, pois a camisa 10 já era usada pelo francês Dimitri Payet.
| “                                     | O Vasco significa tudo para mim relacionado ao futebol. É o clube que me criou, que me deu oportunidade de me tornar jogador, me formei na escola do Vasco, um clube que me preparou para o futebol e graças a ele eu tive inúmeras oportunidades, fui campeão em vários lugares e cheguei a Seleção Brasileira. O Vasco para mim é um sentimento de amor. | ” |
| — Coutinho, sobre voltar para o Vasco | |   |

Além dele, Coutinho sugeriu ao presidente do clube, que era regido por Pedrinho, a contratação de Alex Teixeira e Souza para o elenco. Alex havia deixado a equipe ao final da temporada passada, mas Pedrinho aceitou chamar o jogador novamente mesmo após ele ter ficado sem clube desde então. O trio chegou no mesmo mês e cumpriu uma antiga promessa deles de que ambos jogariam juntos em seu clube de formação.
Philippe Coutinho reestreou com a camisa vascaína no dia 21 de julho, entrando no segundo tempo da partida contra o Atlético Mineiro, fora de casa, válida pela 18ª rodada do Campeonato Brasileiro. Na ocasião, atuou durante 23 minutos em uma derrota por 2–0 na Arena MRV. Após a estreia, o jogador participou de mais dois jogos no Brasileirão antes de sofrer uma lesão na coxa durante um treino no dia 5 de agosto. Assim que se recuperou, foi acometido pela COVID-19 e participou apenas de um jogo naquele mês.
Seu retorno aos gramados aconteceu no dia 15 de setembro, num clássico diante do Flamengo realizado no Maracanã, pela 26ª rodada do Brasileirão. Coutinho entrou aos 28 minutos do segundo tempo, no lugar de Payet, e tratou de garantir o empate em 1–1 aos 42 minutos, marcando de cabeça após receber um cruzamento de Pumita Rodríguez.
Assim que chegou no Vasco, o jogador estava sob o comando de Rafael Paiva, e o treinador utilizou Philippe majoritariamente como reserva em suas 15 partidas em que tinha a possibilidade de colocá-lo em campo. Em tal período, Coutinho participou apenas de dois gols, marcados contra o Flamengo e o Atlético Mineiro, respectivamente. O meia foi titular em apenas sete partidas, sendo três na Copa do Brasil, onde atuou em três jogos e viu seu time ser eliminado na semifinal. Após a demissão de Paiva, Felipe assumiu o comando do Vasco nas três últimas rodadas do Brasileirão. Sob o comando do Maestro, Coutinho foi titular em tais partidas e teve boa atuação na 37ª rodada, contra o Atlético Mineiro, ao fazer um gol e dar uma assistência para Pablo Vegetti na despedida da equipe de São Januário.
O jogador finalizou a temporada 2024 com 18 partidas disputadas, três gols e uma assistência.

#### 2025
Presença constante no time titular em 2025, Coutinho brilhou no dia 2 de abril, sendo destaque com um golaço e uma assistência para Vegetti num empate por 3–3 com o Melgar, fora de casa, pela Copa Sul-Americana. Sua boa atuação foi bastante elogiada pelo jornal As, da Espanha.
No dia 4 de julho, o Aston Villa anunciou a rescisão de contrato com Phillipe Coutinho. Logo em seguida, o Vasco comunicou a permanência do jogador nas redes sociais com um vídeo dizendo "a magia continua". Coutinho recebeu a camisa 10 do Cruzmaltino e assinou um vínculo de um ano, válido até a metade de 2026.

## Seleção Nacional

### Sub-14
Pelas categorias de base da Seleção Brasileira, em 2006, Philippe Coutinho ajudou o Brasil a conquistar o Torneio Internacional da Espanha na categoria Sub-14.

### Sub-15

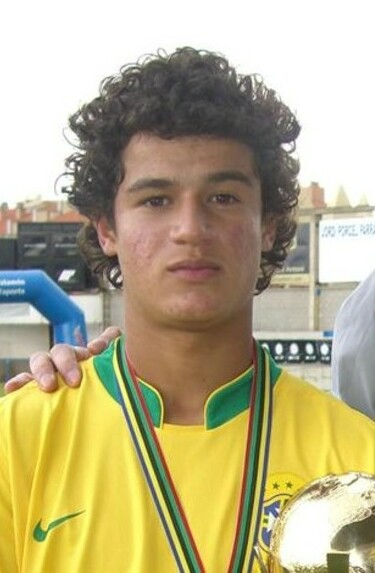
Coutinho pela Seleção Brasileira Sub-15 em 2007

Em 2007, o meia conquistou o bicampeonato do mesmo torneio, desta vez pela Seleção Brasileira Sub-15. E 2007 foi também o ano da conquista do título do Sul-Americano Sub-15. Em março de 2008, Coutinho ajudou o Brasil na conquista do Torneio Internacional da Espanha. Já em dezembro, sagrou-se campeão do Torneio Nike International Friendlies.

### Sub-17
No dia 23 de março de 2009, foi convocado para a disputa do Sul-Americano Sub-17, onde foi campeão e marcou três gols, incluindo um na final contra a rival Argentina. Já no dia 28 de setembro, foi convocado pelo treinador Lucho Nizzo para a disputa da Copa do Mundo Sub-17, onde a Seleção acabou sendo eliminada ainda na primeira fase.

### Sub-20
Em 16 de junho de 2011, o técnico Ney Franco convocou Coutinho para sua lista da Copa do Mundo Sub-20, que foi realizada nos meses de julho e agosto daquele ano, na Colômbia. Philippe recebeu a camisa 10 e marcou seu primeiro gol no segundo jogo do torneio, contra a Áustria.

### Principal

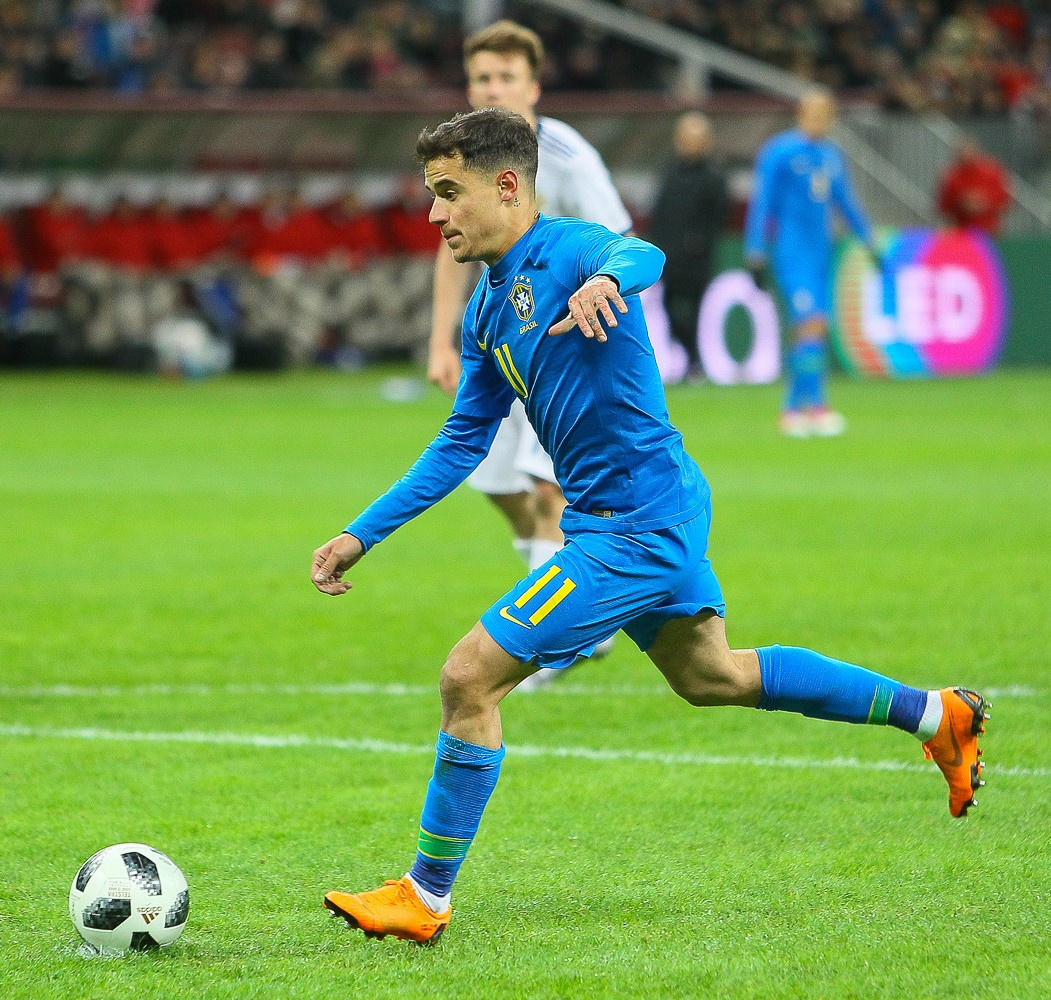
Coutinho pelo Brasil em março de 2018, durante um amistoso contra a Rússia

A primeira convocação de Philippe Coutinho veio em 20 de agosto de 2010, aos 18 anos. O meio-campista foi convocado por Mano Menezes para um período de treinamentos na Europa, sem jogos oficiais.
Sua estreia oficial veio em outubro do mesmo ano, em um amistoso contra o Irã.
Após quase quatro anos, o jogador voltou à Seleção Brasileira no dia 17 de agosto de 2014, na primeira convocação do técnico Dunga em seu retorno.
Disputou sua primeira competição oficial pelo Brasil em 2015, a Copa América daquele ano. Pelo torneio, onde a Seleção Brasileira acabou sendo eliminada nos pênaltis para o Paraguai, Coutinho atuou em três partidas e não balançou as redes. O meia marcou seu primeiro gol com a camisa canarinha no dia 7 de junho, numa vitória por 2–0 contra o México, em amistoso realizado no Allianz Parque.
Integrou o elenco que disputou a Copa América Centenário em 2016. No torneio, Philippe Coutinho foi o autor do primeiro gol da Seleção na competição, o seu primeiro em competições oficiais pela Seleção Brasileira. O meia ainda anotou um hat-trick na partida diante do Haiti, mas o Brasil acabou sendo eliminado na primeira fase, após derrota diante do Peru com um polêmico gol de mão dos peruanos.

### "Era Tite"
Após a saída de Dunga, Tite assumiu a Seleção e Philippe Coutinho foi convocado para as Eliminatórias da Copa do Mundo de 2018, onde foi um dos grandes destaques ao lado de Neymar e Gabriel Jesus, marcando quatro gols e dando duas assistências em 13 partidas. Com boas atuações, o meia se firmou como um dos principais jogadores da nova geração do país, ajudando a Seleção a retomar o protagonismo no futebol mundial e a vaga na Copa do Mundo.
Ainda sob o comando de Tite, em um amistoso diante da Austrália em 2017, Coutinho recebeu a honra de ser o capitão da Seleção Brasileira em uma partida. O meio-campista recebeu essa informação no seu aniversário de 25 anos e tornou-se o nono capitão do Brasil desde que o treinador assumira o cargo. O jogador liderou a equipe que outrora teve Thiago Silva e Neymar com a braçadeira. Na partida, Coutinho não chegou a marcar gols e nem deu assistências, mas contemplou uma goleada brasileira por 4–0 diante dos australianos.

### Destaque na Copa do Mundo de 2018

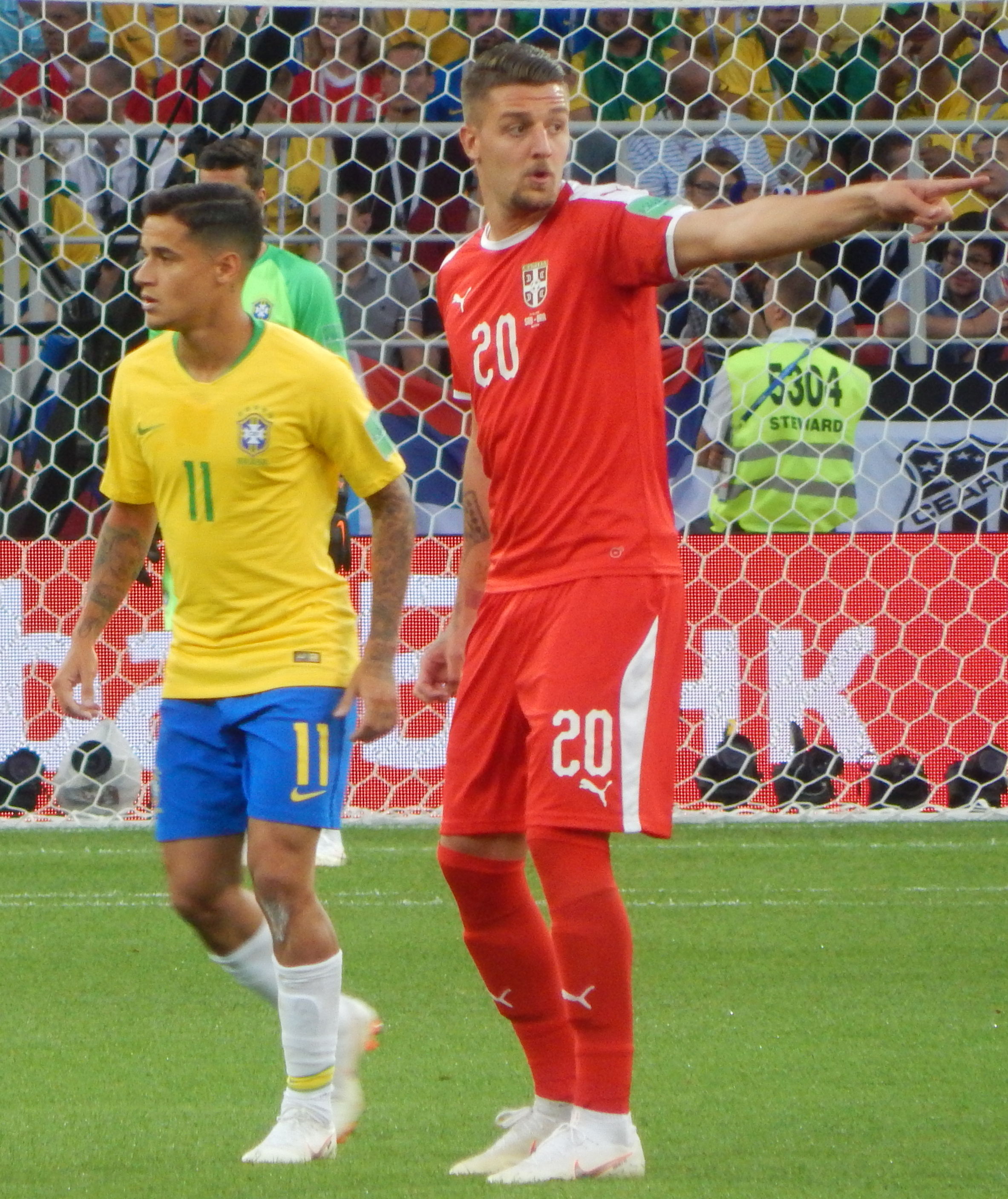
Coutinho e Milinković-Savić na fase de grupos da Copa do Mundo de 2018

Durante a Copa do Mundo de 2018, Philippe Coutinho foi um dos melhores jogadores da fase de grupos da competição. O meia foi o autor do golaço do Brasil na estreia da Seleção no Mundial, contra a Suíça, na Arena Rostov. O confronto terminou empatado em 1–1. Marcou também o gol nos minutos finais que abriu o caminho para a vitória sofrida por 2–0 sobre a Costa Rica, válida pela 2ª rodada da Copa do Mundo.
Na última rodada da fase de grupos, o meia deu uma assistência para o volante Paulinho abrir o placar na vitória por 2–0 sobre a Sérvia que garantiu a seleção na fase mata-mata do torneio.
No duelo contra o México pelas oitavas de final, Coutinho teve seu primeiro jogo abaixo na competição, mas o Brasil venceu a partida novamente por 2–0 e se classificou para a próxima fase. Diante da Bélgica, o jogo novamente não teve muitas chances e a Seleção deu adeus ao mundial após perder por 2–1, em partida realizada na Arena Cazã. Apesar de não marcar, Coutinho cruzou para Renato Augusto, de cabeça, descontar para a Seleção Brasileira.
Encerrou sua participação na competição com dois gols e duas assistências, recebendo por duas vezes o prêmio de "Melhor Jogador da Partida" e figurando no "Time Ideal da Copa do Mundo" por votação popular. Philippe também esteve presente entre os 11 Melhores Jogadores da Copa avaliados em estatísticas.

### Conquista da Copa América de 2019

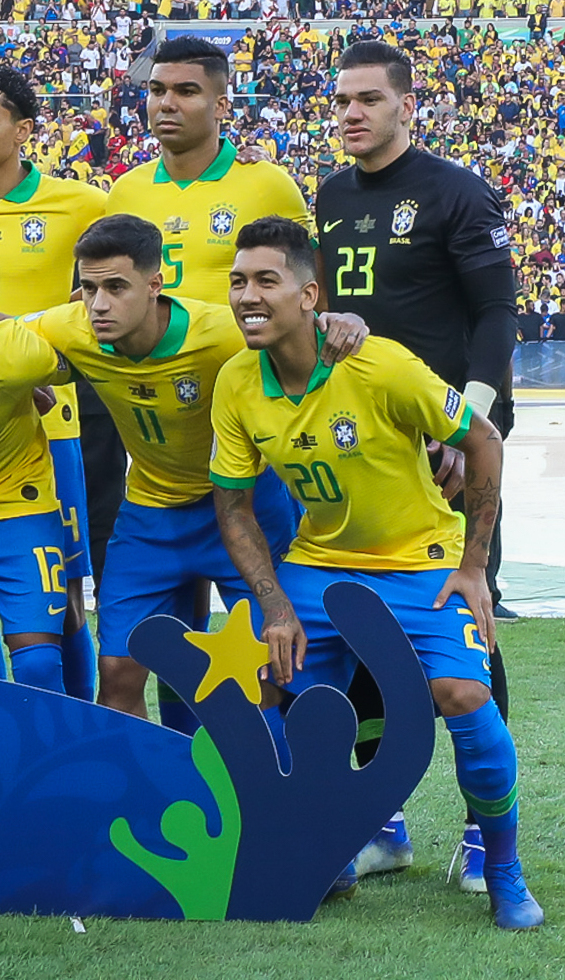
Coutinho disputou a competição juntamente de seu ex-colega de Liverpool, o atacante Roberto Firmino

Com a ausência de Neymar, principal jogador da Seleção, foi depositado em Philippe Coutinho o peso de protagonista e principal condutor do Brasil na disputa da Copa América sediada no seu país.
No dia 14 de junho, na estreia diante da Bolívia, onde completou 50 jogos com a camisa canarinha o meia fez jus ao seu papel de líder técnico e foi pela 3° vez seguida o jogador da seleção a marcar o primeiro gol do Brasil em competições oficiais. Coutinho marcou por duas vezes no jogo, o primeiro e o segundo do Brasil na vitória por 3–0. No jogo seguinte, no empate por 0–0 contra a Venezuela, teve um gol anulado nos minutos finais, mas acabou novamente sendo eleito o "Melhor Jogador da Partida". Já na 3ª rodada válida pela fase de grupos, o meia voltou a ter uma boa atuação na goleada por 5–0 diante do Peru, onde criou triangulações e inversões e deu uma assistência para Everton marcar um dos gols da partida.
Chegando na fase aguda, contra o Paraguai após atuação ruim no empate por 0–0 em Porto Alegre, na disputa por pênaltis Philippe converteu sua cobrança e ajudou a Seleção a avançar às semifinais da competição. Diante da Argentina, na vitória por 2–0, Coutinho teve bons momentos na partida, entre eles uma caneta em Marcos Acuña pouco antes do primeiro gol brasileiro, mas foi criticado por não finalizar bem uma jogada e perder um possível gol.
No Maracanã, na conquista do título diante do Peru, Coutinho teve um bom desempenho, mesmo não tendo participado dos gols da vitória por 3–1. O meia foi importante participando de lances relevantes na partida, tornando-se campeão pela primeira vez com a camisa da Seleção Brasileira. Philippe foi uma das peças importantes na conquista da Copa América e encerrou o torneio com dois gols e uma assistência em seis jogos disputados, levando duas vezes o prêmio de "Melhor Jogador da Partida".

### Ciclo da Copa do Mundo de 2022
Após o final da Copa América, Coutinho foi novamente o jogador que marcou para seleção em um momento importante, diante da Coreia do Sul o meia foi o autor do golaço responsável por quebrar o jejum histórico que já durava cinco anos sem um gol de falta da amarelinha. O último havia sido marcado por Neymar, em amistoso diante da Colômbia em 2014.
Após um ano da sua última convocação, Coutinho foi convocado por Tite no dia 29 de outubro de 2021, para os Jogos contra a Colômbia e a Argentina pela Eliminatórias da Copa do Mundo FIFA de 2022.
Voltou a ser convocado em 13 de janeiro de 2022, novamente pelas Eliminatórias, dessa vez para os jogos contra o Equador e o Paraguai.
Durante as Eliminatórias da Copa do Mundo de 2022, Coutinho foi convocado para oito jogos e ficou de fora de nove partidas, sendo quatro rodadas perdidas por lesão. Posteriormente essas lesões o tirariam da Copa América de 2021, realizada no Brasil, e da Copa do Mundo de 2022, realizada no Catar.
Sua última convocação, antes da Copa, foi no dia 17 de maio de 2022, para os amistosos contra Coreia do Sul e Japão, respectivamente. Coutinho entrou no jogo contra a Coreia do Sul e anotou um gol, mas não foi utilizado na partida contra os japoneses. O meia também não esteve presente na última convocação para amistosos da Seleção Brasileira por decisão do técnico Tite.
No dia 6 de novembro, durante um treino no Aston Villa, Coutinho lesionou-se um dia antes da convocação oficial para a Copa do Mundo de 2022, ficando de fora do torneio. Caso isso não acontecesse, o álbum de figurinhas da Panini teria acertado os 18 jogadores colecionáveis da Seleção Brasileira.

## Estilo de jogo

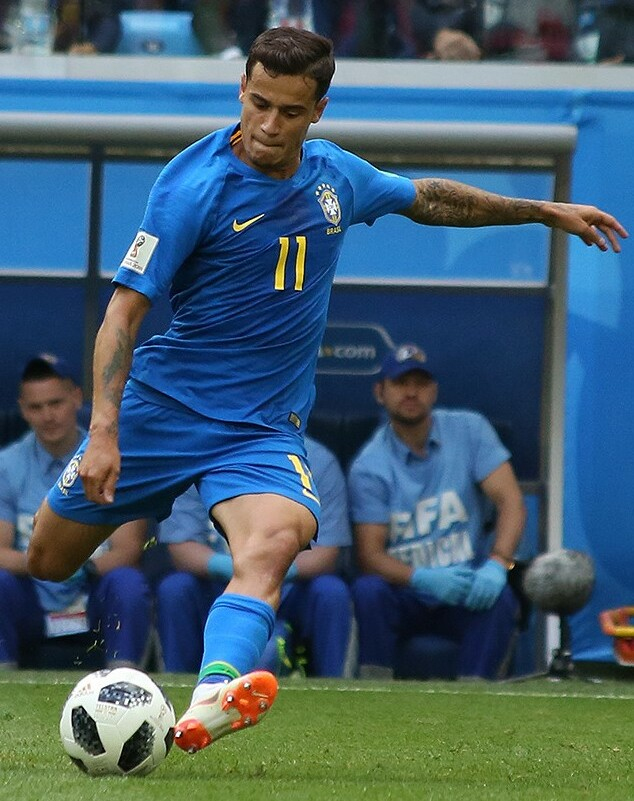
Coutinho ficou marcado pelos seus fortes chutes de fora da área

Considerado como um típico camisa 10 brasileiro, Coutinho pode jogar como um meio-campista, um segundo atacante ou aberto pelas pontas — posição que lhe favorece para marcar seus gols e dar assistências.
Devido a sua agilidade, dribles e passes, foi comparado a Lionel Messi e Ronaldinho pelo treinador Mauricio Pochettino, o qual constatou que o brasileiro possui mágica em seus pés. Adam Lallana e Jordan Henderson, seus ex-companheiros de equipe, afirmaram que o consideraram promissor e capaz de alcançar o nível de grandes jogadores mundiais, fato que se constatou temporadas depois. O jogador chegou a ser bastante elogiado pelo ídolo do Barcelona, Xavi, que disse que não existia outro meia melhor que ele no mundo.
Embora o pé direito seja seu preferencial, Coutinho é hábil com ambos os pés e é reconhecido por suas cobranças de falta e arremates de fora da área.

## Vida pessoal
Philippe Coutinho casou-se em uma cerimônia religiosa com Ainê de Sousa, em dezembro de 2012, no Brasil. Com a esposa, o jogador teve três filhos: Maria, Esmeralda e José. Possui tatuagens em várias partes de seu corpo representando sua família, dois irmãos e esposa. Seu ídolo no futebol é Ronaldinho.
Obteve a cidadania portuguesa em 2018.
Substituindo Neymar, em 2018, o jogador estampou a capa brasileira do jogo Pro Evolution Soccer 2018 e ganhou também um joystick personalizado com as cores do Liverpool. Na época, o brasileiro estava em seus últimos meses com a camisa dos Reds. Na edição seguinte, atuando pelo Barcelona, Coutinho e a Konami firmaram uma parceria e o jogador, além de se tornar a capa padrão do jogo, virou o embaixador do game.
Em 2021, lançou um documentário que acompanhou sua recuperação depois de uma cirurgia no joelho, que o impediu de jogar futebol por nove meses. O documentário foi lançado em seu canal do YouTube.

## Estatísticas
Atualizadas até 8 de dezembro de 2024
Clubes
| Clube             | Temporada         | Campeonato nacional | Campeonato nacional | Campeonato nacional | Copa nacional[a] | Copa nacional[a] | Copa nacional[a] | Competições continentais[b] | Competições continentais[b] | Competições continentais[b] | Outros torneios[c] | Outros torneios[c] | Outros torneios[c] | Total | Total | Total   |
| Clube             | Temporada         | Jogos               | Gols                | Assist.             | Jogos            | Gols             | Assist.          | Jogos                       | Gols                        | Assist.                     | Jogos              | Gols               | Assist.            | Jogos | Gols  | Assist. |
| ----------------- | ----------------- | ------------------- | ------------------- | ------------------- | ---------------- | ---------------- | ---------------- | --------------------------- | --------------------------- | --------------------------- | ------------------ | ------------------ | ------------------ | ----- | ----- | ------- |
| Vasco da Gama     | 2009              | 12                  | 0                   | 1                   | –                | –                | –                | –                           | –                           | –                           | –                  | –                  | –                  | 12    | 0     | 1       |
| Vasco da Gama     | 2010              | 7                   | 1                   | 2                   | 7                | 1                | 2                | –                           | –                           | –                           | 17                 | 3                  | 0                  | 31    | 5     | 4       |
| Vasco da Gama     | 2024              | 15                  | 2                   | 1                   | 3                | 1                | 0                | –                           | –                           | –                           | –                  | –                  | –                  | 18    | 3     | 1       |
| Vasco da Gama     | Total             | 34                  | 3                   | 4                   | 10               | 2                | 2                | –                           | –                           | –                           | 17                 | 3                  | 0                  | 61    | 8     | 6       |
| Internazionale    | 2010–11           | 13                  | 1                   | 1                   | –                | –                | –                | 7                           | 0                           | 1                           | –                  | –                  | –                  | 20    | 1     | 2       |
| Internazionale    | 2011–12           | 5                   | 1                   | 1                   | –                | –                | –                | 3                           | 0                           | 0                           | –                  | –                  | –                  | 8     | 1     | 1       |
| Internazionale    | 2012–13           | 10                  | 1                   | 0                   | –                | –                | –                | 9                           | 2                           | 1                           | –                  | –                  | –                  | 19    | 3     | 1       |
| Internazionale    | Total             | 28                  | 3                   | 2                   | –                | –                | –                | 19                          | 2                           | 2                           | –                  | –                  | –                  | 47    | 5     | 4       |
| Espanyol          | 2011–12           | 16                  | 5                   | 1                   | –                | –                | –                | –                           | –                           | –                           | –                  | –                  | –                  | 16    | 5     | 1       |
| Espanyol          | Total             | 16                  | 5                   | 1                   | –                | –                | –                | –                           | –                           | –                           | –                  | –                  | –                  | 16    | 5     | 1       |
| Liverpool         | 2012–13           | 13                  | 3                   | 5                   | –                | –                | –                | –                           | –                           | –                           | –                  | –                  | –                  | 13    | 3     | 5       |
| Liverpool         | 2013–14           | 33                  | 5                   | 7                   | 4                | 0                | 1                | –                           | –                           | –                           | –                  | –                  | –                  | 37    | 5     | 8       |
| Liverpool         | 2014–15           | 35                  | 5                   | 5                   | 11               | 3                | 1                | 6                           | 0                           | 0                           | –                  | –                  | –                  | 52    | 8     | 6       |
| Liverpool         | 2015–16           | 26                  | 8                   | 5                   | 4                | 2                | 0                | 13                          | 2                           | 2                           | –                  | –                  | –                  | 43    | 12    | 7       |
| Liverpool         | 2016–17           | 31                  | 13                  | 7                   | 5                | 1                | 2                | –                           | –                           | –                           | –                  | –                  | –                  | 36    | 14    | 9       |
| Liverpool         | 2017–18           | 14                  | 7                   | 6                   | 1                | 0                | 0                | 5                           | 5                           | 2                           | –                  | –                  | –                  | 20    | 12    | 8       |
| Liverpool         | Total             | 152                 | 41                  | 35                  | 25               | 6                | 4                | 24                          | 7                           | 4                           | –                  | –                  | –                  | 201   | 54    | 43      |
| Barcelona         | 2017–18           | 18                  | 8                   | 5                   | 4                | 2                | 1                | –                           | –                           | –                           | –                  | –                  | –                  | 22    | 10    | 6       |
| Barcelona         | 2018–19           | 34                  | 5                   | 2                   | 7                | 3                | 0                | 12                          | 3                           | 3                           | 1                  | 0                  | 0                  | 54    | 11    | 5       |
| Barcelona         | 2020–21           | 12                  | 2                   | 2                   | 0                | 0                | 0                | 2                           | 1                           | 0                           | 0                  | 0                  | 0                  | 14    | 3     | 2       |
| Barcelona         | 2021–22           | 12                  | 2                   | 0                   | 0                | 0                | 0                | 4                           | 0                           | 0                           | 0                  | 0                  | 0                  | 16    | 2     | 0       |
| Barcelona         | Total             | 72                  | 17                  | 9                   | 11               | 5                | 1                | 18                          | 4                           | 3                           | 1                  | 0                  | 0                  | 106   | 26    | 13      |
| Bayern de Munique | 2019–20           | 23                  | 8                   | 6                   | 4                | 0                | 0                | 11                          | 3                           | 3                           | –                  | –                  | –                  | 38    | 11    | 9       |
| Bayern de Munique | Total             | 23                  | 8                   | 6                   | 4                | 0                | 0                | 11                          | 3                           | 3                           | –                  | –                  | –                  | 38    | 11    | 9       |
| Aston Villa       | 2021–22           | 19                  | 5                   | 3                   | –                | –                | –                | –                           | –                           | –                           | –                  | –                  | –                  | 19    | 5     | 3       |
| Aston Villa       | 2022–23           | 12                  | 0                   | 0                   | 1                | 0                | 0                | –                           | –                           | –                           | –                  | –                  | –                  | 13    | 0     | 0       |
| Aston Villa       | Total             | 31                  | 5                   | 3                   | 1                | 0                | 0                | –                           | –                           | –                           | –                  | –                  | –                  | 32    | 5     | 3       |
| Total na carreira | Total na carreira | 360                 | 82                  | 62                  | 51               | 13               | 7                | 71                          | 16                          | 12                          | 19                 | 3                  | 0                  | 501   | 114   | 81      |

- a. ^ Jogos da Copa do Brasil, Copa da Inglaterra, Copa da Liga Inglesa, Copa do Rei e Copa da Alemanha
- b. ^ Jogos da Liga dos Campeões da UEFA e Liga Europa
- c. ^ Jogos do Campeonato Carioca, Supercopa da UEFA e Supercopa da Espanha

### Seleção Brasileira
Abaixo estão listados todos os jogos, gols e assistências do futebolista pela Seleção Brasileira, desde as categorias de base
Sub–17
| Ano               | Campeonato Mundial | Campeonato Mundial | Campeonato Mundial | Campeonato Sul–Americano | Campeonato Sul–Americano | Campeonato Sul–Americano | Total | Total | Total   |
| Ano               | Jogos              | Gols               | Assist.            | Jogos                    | Gols                     | Assist.                  | Jogos | Gols  | Assist. |
| ----------------- | ------------------ | ------------------ | ------------------ | ------------------------ | ------------------------ | ------------------------ | ----- | ----- | ------- |
| 2009              | 3                  | 0                  | 0                  | 2                        | 3                        | 0                        | 5     | 3     | 0       |
| Total na carreira | 3                  | 0                  | 0                  | 2                        | 3                        | 0                        | 5     | 3     | 0       |

Sub–20
| Ano               | Campeonato Mundial | Campeonato Mundial | Campeonato Mundial |
| Ano               | Jogos              | Gols               | Assist.            |
| ----------------- | ------------------ | ------------------ | ------------------ |
| 2011              | 7                  | 3                  | 1                  |
| Total na carreira | 7                  | 3                  | 1                  |

Seleção principal
| Ano               | Copa do Mundo | Copa do Mundo | Copa do Mundo | Copa América | Copa América | Copa América | Qualificação Mundial | Qualificação Mundial | Qualificação Mundial | Amistosos | Amistosos | Amistosos | Total | Total | Total   |
| Ano               | Jogos         | Gols          | Assist.       | Jogos        | Gols         | Assist.      | Jogos                | Gols                 | Assist.              | Jogos     | Gols      | Assist.   | Jogos | Gols  | Assist. |
| ----------------- | ------------- | ------------- | ------------- | ------------ | ------------ | ------------ | -------------------- | -------------------- | -------------------- | --------- | --------- | --------- | ----- | ----- | ------- |
| 2010              | —             | —             | —             | —            | —            | —            | —                    | —                    | —                    | 2         | 0         | 0         | 2     | 0     | 0       |
| 2014              | —             | —             | —             | —            | —            | —            | —                    | —                    | —                    | 4         | 0         | 2         | 4     | 0     | 2       |
| 2015              | —             | —             | —             | 3            | 0            | 0            | —                    | —                    | —                    | 4         | 1         | 0         | 7     | 1     | 0       |
| 2016              | —             | —             | —             | 3            | 3            | 0            | 7                    | 2                    | 2                    | 1         | 0         | 1         | 11    | 5     | 3       |
| 2017              | —             | —             | —             | —            | —            | —            | 6                    | 2                    | 0                    | 3         | 0         | 0         | 9     | 2     | 0       |
| 2018              | 5             | 2             | 2             | —            | —            | —            | —                    | —                    | —                    | 8         | 3         | 1         | 13    | 5     | 3       |
| 2019              | —             | —             | —             | 6            | 2            | 1            | —                    | —                    | —                    | 10        | 2         | 1         | 16    | 4     | 2       |
| 2020              | —             | —             | —             | —            | —            | —            | 2                    | 1                    | 1                    | —         | —         | —         | 2     | 1     | 1       |
| 2022              | —             | —             | —             | —            | —            | —            | 4                    | 2                    | 0                    | 1         | 1         | 0         | 5     | 3     | 0       |
| Total na carreira | 5             | 2             | 2             | 12           | 5            | 1            | 19                   | 7                    | 3                    | 33        | 7         | 5         | 69    | 21    | 11      |

### Jogos pela Seleção Brasileira, desde as categorias de base
Expanda a caixa de informações para conferir todos os jogos deste jogador, pela sua seleção nacional.
Sub-17
|    | Data                  | Local          | Resultado | Adversário | Gol(s) | Competição                   |
| -- | --------------------- | -------------- | --------- | ---------- | ------ | ---------------------------- |
| 1. | 17 de abril de 2009   | Iquique, Chile | 4–0       | Paraguai   | 1      | Sul-Americano Sub-17 de 2009 |
| 2. | 20 de abril de 2009   | Iquique, Chile | 3–0       | Peru       | 1      | Sul-Americano Sub-17 de 2009 |
| 3. | 23 de abril de 2009   | Iquique, Chile | 0–2       | Colômbia   | 0      | Sul-Americano Sub-17 de 2009 |
| 4. | 29 de abril de 2009   | Iquique, Chile | 3–0       | Bolívia    | 0      | Sul-Americano Sub-17 de 2009 |
| 5. | 9 de maio de 2009     | Iquique, Chile | 2–2       | Argentina  | 1      | Sul-Americano Sub-17 de 2009 |
| 6. | 24 de outubro de 2009 | Lagos, Nigéria | 3–2       | Japão      | 0      | Copa do Mundo Sub-17 de 2009 |
| 7. | 27 de outubro de 2009 | Lagos, Nigéria | 0–1       | México     | 0      | Copa do Mundo Sub-17 de 2009 |
| 8. | 30 de outubro de 2009 | Abuja, Nigéria | 1–0       | Suíça      | 0      | Copa do Mundo Sub-17 de 2009 |

Sub-20
|    | Data                 | Local                  | Resultado | Adversário     | Gol(s) | Competição                   |
| -- | -------------------- | ---------------------- | --------- | -------------- | ------ | ---------------------------- |
| 1. | 29 de julho de 2011  | Barranquilla, Colômbia | 1–1       | Egito          | 0      | Copa do Mundo Sub-20 de 2011 |
| 2. | 1 de agosto de 2011  | Barranquilla, Colômbia | 3–0       | Áustria        | 1      | Copa do Mundo Sub-20 de 2011 |
| 3. | 4 de agosto de 2011  | Barranquilla, Colômbia | 4–0       | Panamá         | 2      | Copa do Mundo Sub-20 de 2011 |
| 4. | 10 de agosto de 2011 | Barranquilla, Colômbia | 3–0       | Arábia Saudita | 0      | Copa do Mundo Sub-20 de 2011 |
| 5. | 14 de agosto de 2011 | Pereira, Colômbia      | 2–2       | Espanha        | 0      | Copa do Mundo Sub-20 de 2011 |
| 6. | 17 de agosto de 2011 | Pereira, Colômbia      | 2–0       | México         | 0      | Copa do Mundo Sub-20 de 2011 |
| 7. | 20 de agosto de 2011 | Bogotá, Colômbia       | 2–3       | Portugal       | 0      | Copa do Mundo Sub-20 de 2011 |

Seleção principal
|     | Data                   | Local                                                         | Adversário    | Placar | Resultado | Competição                          |
| --- | ---------------------- | ------------------------------------------------------------- | ------------- | ------ | --------- | ----------------------------------- |
| 1.  | 7 de junho de 2015     | Allianz Parque, São Paulo, Brasil                             | México        | 1–0    | 2–0       | Amistoso                            |
| 2.  | 8 de junho de 2016     | Camping World Stadium, Orlando, Estados Unidos                | Haiti         | 1–0    | 7–1       | Copa América Centenário             |
| 3.  | 8 de junho de 2016     | Camping World Stadium, Orlando, Estados Unidos                | Haiti         | 2–0    | 7–1       | Copa América Centenário             |
| 4.  | 8 de junho de 2016     | Camping World Stadium, Orlando, Estados Unidos                | Haiti         | 7–1    | 7–1       | Copa América Centenário             |
| 5.  | 6 de outubro de 2016   | Arena das Dunas, Natal, Brasil                                | Bolívia       | 2–0    | 5–0       | Eliminatórias da Copa do Mundo 2018 |
| 6.  | 10 de novembro de 2016 | Estádio Mineirão, Belo Horizonte, Brasil                      | Argentina     | 1–0    | 3–0       | Eliminatórias da Copa do Mundo 2018 |
| 7.  | 28 de março de 2017    | Arena Corinthians, São Paulo, Brasil                          | Paraguai      | 1–0    | 3–0       | Eliminatórias da Copa do Mundo 2018 |
| 8.  | 31 de agosto de 2017   | Arena do Grêmio, Porto Alegre, Brasil                         | Equador       | 2–0    | 2–0       | Eliminatórias da Copa do Mundo 2018 |
| 9.  | 23 de março de 2018    | Estádio Lujniki, Moscou, Rússia                               | Rússia        | 2–0    | 3–0       | Amistoso                            |
| 10. | 10 de junho de 2018    | Ernst-Happel-Stadion, Viena, Áustria                          | Áustria       | 3–0    | 3–0       | Amistoso                            |
| 11. | 17 de junho de 2018    | Arena Rostov, Rostov do Don, Rússia                           | Suíça         | 1–0    | 1–1       | Copa do Mundo de 2018               |
| 12. | 22 de junho de 2018    | Estádio Krestovsky, São Petersburgo, Rússia                   | Costa Rica    | 1–0    | 2–0       | Copa do Mundo de 2018               |
| 13. | 11 de setembro de 2018 | FedEx Field, Landover, Estados Unidos                         | El Salvador   | 3–0    | 5–0       | Amistoso                            |
| 14. | 9 de junho de 2019     | Estádio Beira-Rio, Porto Alegre, Brasil                       | Honduras      | 3–0    | 7–0       | Amistoso                            |
| 15. | 15 de junho de 2019    | Estádio do Morumbi, São Paulo, Brasil                         | Bolívia       | 1–0    | 3–0       | Copa América de 2019                |
| 16. | 15 de junho de 2019    | Estádio do Morumbi, São Paulo, Brasil                         | Bolívia       | 2–0    | 3–0       | Copa América de 2019                |
| 17. | 19 de novembro de 2019 | Estádio Mohammed Bin Zayed, Abu Dhabi, Emirados Árabes Unidos | Coreia do Sul | 2–0    | 3–0       | Amistoso                            |
| 18. | 9 de outubro de 2020   | Neo Química Arena, São Paulo, Brasil                          | Bolívia       | 5–0    | 5–0       | Eliminatórias da Copa do Mundo 2022 |

## Títulos

### Profissional
Vasco da Gama
- Campeonato Brasileiro - Série B: 2009

Internazionale
- Supercopa da Itália: 2010
- Copa da Itália: 2010–11[253]

Barcelona
- La Liga: 2017–18 e 2018–19
- Copa do Rei: 2017–18[254]
- Supercopa da Espanha: 2018[255]

Bayern de Munique
- Bundesliga: 2019–20[256]
- Copa da Alemanha: 2019–20[257]
- Liga dos Campeões da UEFA: 2019–20[258]

Seleção Brasileira
- Copa América: 2019[259]

### Categorias de base
Seleção Brasileira Sub-15
- Campeonato Sul-Americano Sub-15: 2007

Seleção Brasileira Sub-17
- Campeonato Sul-Americano Sub-17: 2009

Seleção Brasileira Sub-20
- Copa do Mundo FIFA Sub-20: 2011[260]

### Prêmios individuais
- Seleção do Campeonato Carioca: 2010[8]
- Equipe do Ano PFA da Premier League: 2014–15[261]
- Melhor Jogador do Liverpool na Temporada: 2014–15 e 2015–16[262][263]
- Gol da Temporada do Liverpool: 2014–15 e 2015–16[264][265]
- Melhor Jogador da Temporada (Northwest Football Awards): 2016[266]
- Seleção da Liga Europa da UEFA: 2015–16[267]
- Samba de Ouro: 2016[268][269]
- Seleção da Copa do Mundo FIFA: 2018[216]
- Gol do mês da Bundesliga: dezembro de 2019[270]